# Trituberculata
De Trituberculata zijn een infraklasse van uitgestorven zoogdieren, die voorkomt in het fossielenbestand van ongeveer 215 - 85 miljoen jaar geleden. Het bevat de voorouders van Placentalia en Marsupialia; alle moderne zoogdieren behalve Monotremata stammen af van trituberculaten. Het is genoemd naar de drie knobbeltjes (knobbels) van de kiezen (niet te verwarren met Triconodonta). De clade Trituberculata wordt niet altijd als een geldige beschouwd en vormt waarschijnlijk geen monofyletische groep. In plaats daarvan kunnen sommige van hen echte basale zoogdieren zijn (hoewel niet altijd het nauwst verwant aan elkaar), terwijl andere (zoals de symmetrodonten) net buiten de kroongroep Theria kunnen vallen.